# Metro de Brussel·les

Mapa del metro de Brussel·les

El metro de Brussel·les és la xarxa ferrocarril metropolità de la Brussel·les, a Bèlgica. Compta amb quatre línies de metro, que sumen 37,5 km. També hi ha tres altres línies de premetro, línies de tramvia soterrades que garanteixen una freqüència de pas pròpia d'un metro. Sumant el metro i el premetro, la xarxa assoleix els 55 km de longitud.
L'operador de la xarxa és la STIB (Societé des Transports Intercommunaux de Bruxelles), que també gestiona els autobusos urbans i els tramvies a la regió de Brussel·les Capital.

## Història
Els primers projectes de metro per a Brussel·les es remunten al 1896, quan algunes ciutats europees, com París o Londres, van començar a construir les seves xarxes. Durant la primera meitat del segle xx, es van idear diferents plans que no van prosperar.
El 1965 van començar les obres de la primera línia de metro. Aquesta s'obriria en forma de premetro el 1969. L'existència del premetro és una particularitat de la capital belga, i està format per línies concebudes inicialment com a línies de metro, però que tanmateix estan formades per línies de tramvia que esperen un augment de la seva longitud per ser transformades en autèntiques línies subterrànies.
D'aquesta manera, el 1976, després de la transformació, va esdevenir la línia 1 de metro, encara que amb la particularitat de bifurcar-se en dos a l'estació de Mérode. El ramal sud-est a ser anomenat com a línia 1A i el nord-est, com a línia 1B. Anys després, es va prolongar cap a l'oest, amb dos ramals: la línia 1A cap al nord-oest, i la línia 1B cap al sud-oest.
El 1970, només un any després de la inauguració del primer tram de la línia 1, la línia 2 també va començar a circular com a premetro, entre Madou i Porte de Namur. Aquesta línia es va perllongar fins a Simonis i es va convertir a metro el 1988.
El 1976 es va obrir la línia nord-sud en forma de premetro. Aquesta línia connecta l'estació del Sud amb l'estació del Nord passant per sota del Boulevard Anspach i la Plaça De Brouckère. Actualment aquesta línia continua funcionant com a premetro, on hi passen les línies 3 i 4 de tramvia.
L'any 2009 la línia 2 va arribar fins a la Gare de l'Ouest. En aquest moment es va aprofitar per modificar els recorreguts i numeracions de les línies de metro i tramvia: la línia 1A i 1B desapareixerien per convertir-se en línies 1 i 5. Un tram de la línia 1A passaria a ser part de les línies 2 i 6.
El 22 de març de 2016, l'Estat Islàmic es va fer responsable d'un atemptat terrorista a l'estació de Maelbeek/Maalbeek del metro. L'organització de ràdio i televisió flamenca VRT va publicar que 20 persones havien perdut la vida en l'atac, a més de produir-se 106 ferits.

## Línies

### Línia 1
Estacions: 
- Gare de l'Ouest / Weststation
- Beekkant
- Étangs Noirs / Zwarte Vijvers

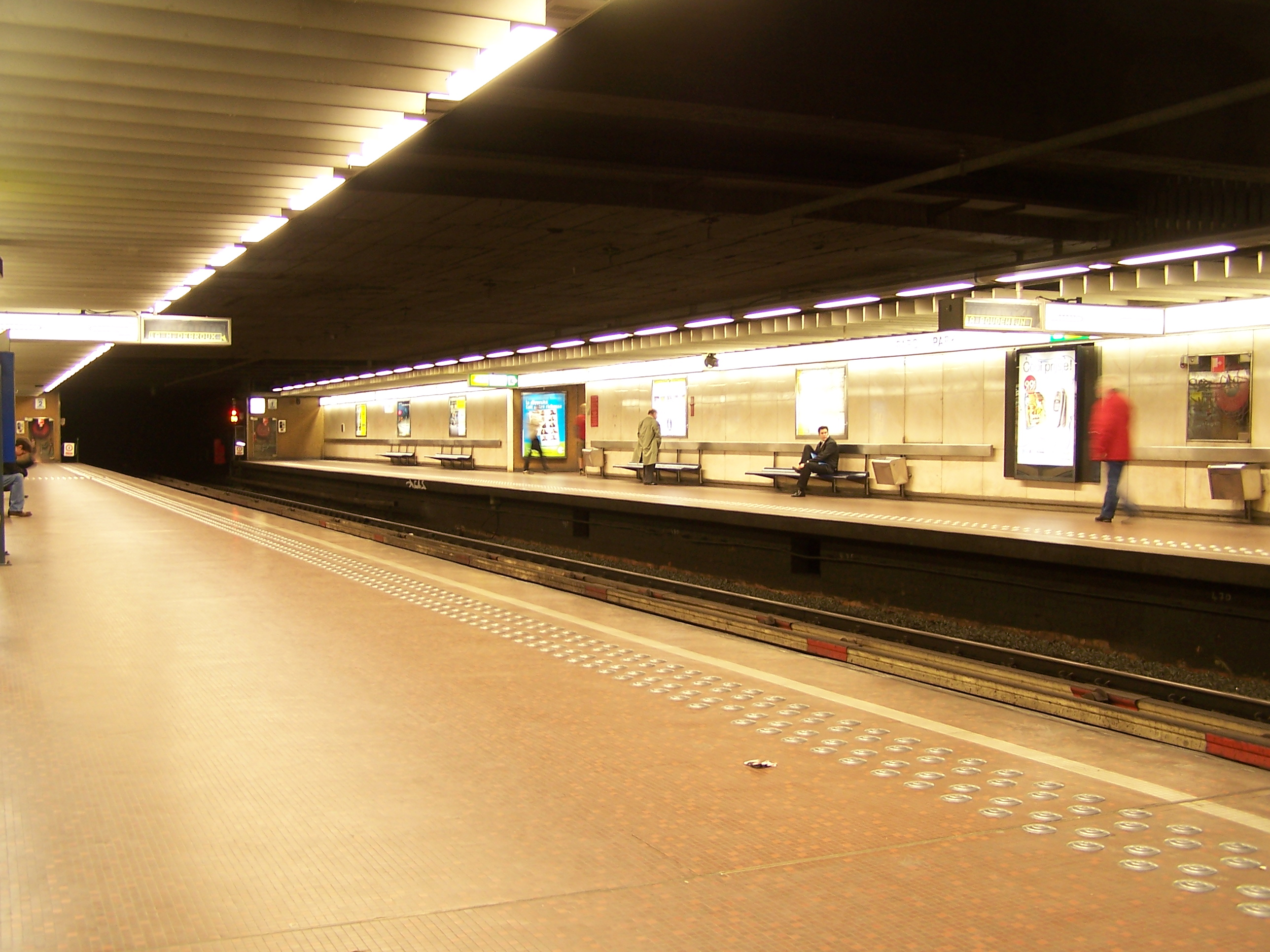
Estació de metro de Parc

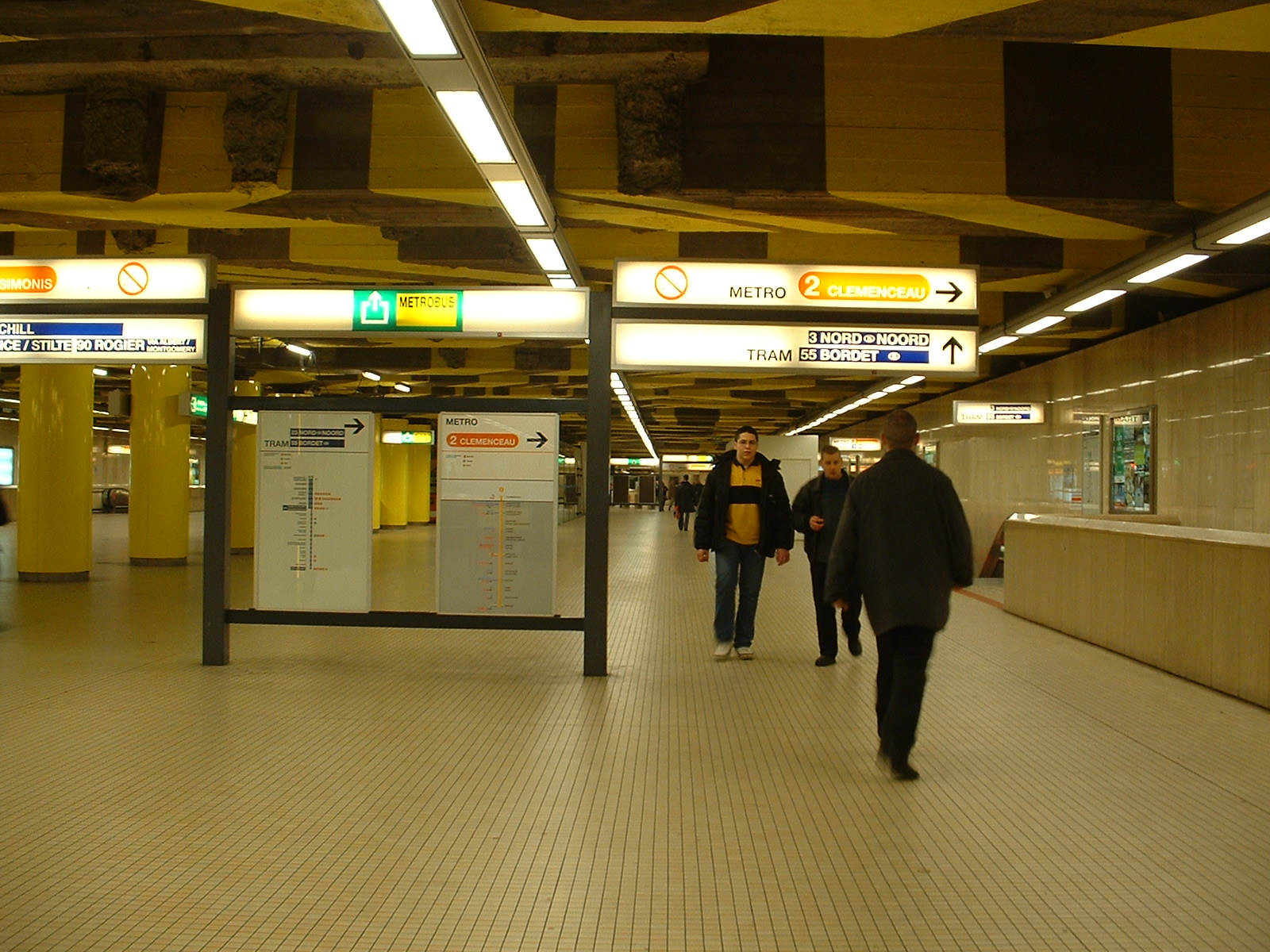
Estació de Gare du Midi

- Comte de Flandre / Graaf van Vlaanderen
- Sainte-Catherine / Sint-Katelijne
- De Brouckère
- Gare Centrale / Centraal Station
- Parc / Park
- Arts-Loi / Kunst-Wet
- Maelbeek / Maalbeek
- Schuman
- Merode
- Montgomery
- Joséphine-Charlotte
- Gribaumont
- Tomberg
- Roodebeek
- Vandervelde
- Alma
- Crainhem / Kraainem
- Stockel / Stokkel

### Línia 2
Estacions:
- Simonis (Elisabeth)
- Ribaucourt
- Yser / Ijzer
- Rogier
- Botanique / Kruidtuin
- Madou
- Arts-Loi / Kunst-Wet
- Trône / Troon
- Porte de Namur / Naamsepoort
- Louise / Louiza
- Hôtel des Monnaies / Munthof
- Porte de Hal / Hallepoort
- Gare du Midi / Zuidstation
- Clemenceau
- Delacroix
- Gare de l'Ouest / Weststation
- Beekkant
- Osseghem / Ossegem
- Simonis (Leopold II)

### Línia 5

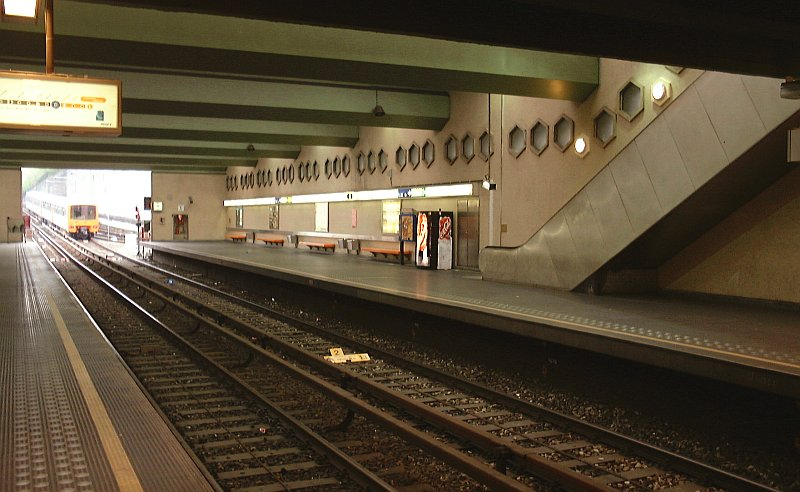
Estació de metro Delta

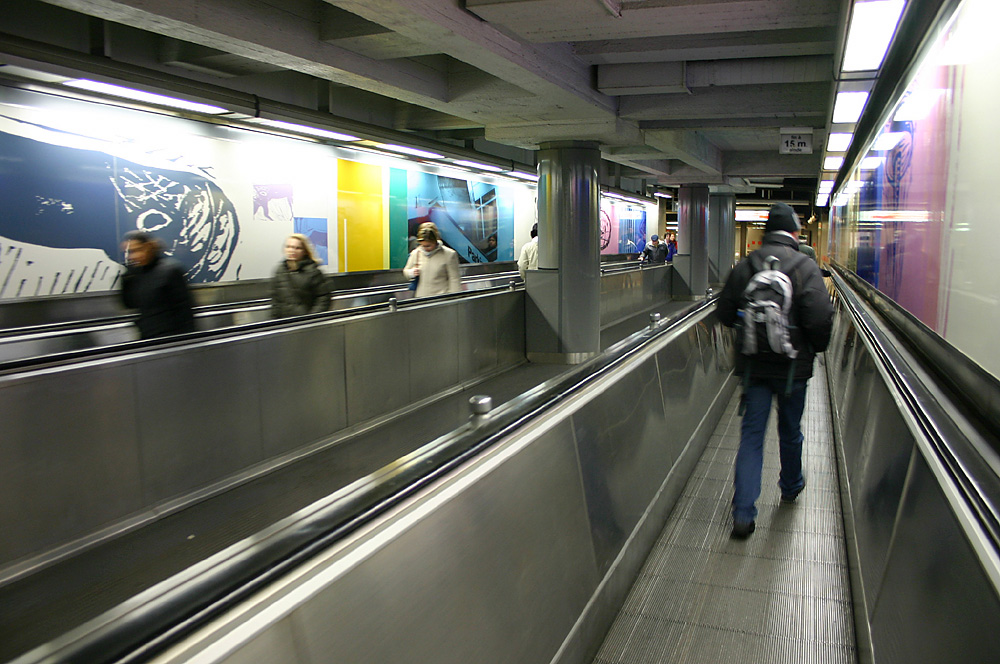
Cintes transportadores de l'estació de De Brouckère.

La línia 5 comparteix trajecte amb la línia 1 entre Merode i Gare de L'Oest / Weststation, i el seu traçament prové, parcialment, al de l'antiga línia 1A.
Estacions: 
- Herrmann-Debroux
- Demy
- Beaulieu
- Delta
- Hankar
- Pétillon
- Thieffry
- Merode
- Schuman
- Maelbeek / Maalbeek
- Arts-Loi / Kunst-Wet
- Parc / Park
- Gare Centrale / Centraal Station
- De Broukère
- Sainte-Catherine / Sint-Katelijne
- Comte de Flandre / Graaf van Vlaanderen
- Etangs Noirs / Zwarte Vijvers
- Beekkant
- Gare de l'Ouest / Weststation
- Jacques Brel
- Aumale
- Saint-Guidon / Sint Guido
- Veewewyde /Veeweide
- Bizet
- La Roue / Het Rad
- CERIA / COOVI
- Eddy Merckx
- Erasme / Erasmus

### Línia 6
La línia 6 comparteix trajecte amb la línia 2 entre Simonis (Elisabeth) i Simonis (Leopold II).
Estacions: 
- Simonis (Elisabeth)
- Ribaucourt
- Yser / Ijzer
- Rogier
- Botanique / Kruidtuin
- Madou
- Arts-Loi / Kunst-Wet
- Trône / Troon
- Porte de Namur / Naamsepoort
- Louise / Louiza
- Hôtel des Monnaies / Munthof
- Porte de Hal / Hallepoort
- Gare du Midi / Zuidstation
- Clemenceau
- Delacroix
- Gare de l'Ouest / Weststation
- Beekkant
- Osseghem / Ossegem
- Simonis (Leopold II)
- Beligica
- Pannenhuis
- Bockstael
- Stuyvenbergh
- Houba-Brugmann
- Heysel / Heisel
- Roi Baudouin / Koning Boudewijn

### Premetro
El sistema de Premetro és, de fet, un sistema de combinació metro-tramvia. Aquestes línies són part subterrànies i d'altres no.

#### Eix premetro Nord-Sud Línia 3 i 4 (i d'altres línies)
Estacions:
- Gare du Nord / Noordstation
- Rogier
- De Brouckère
- Bourse
- Anneessens
- Lemonnier
- Gare du Midi / Zuidstation
- Porte de Hal / Hallepoort

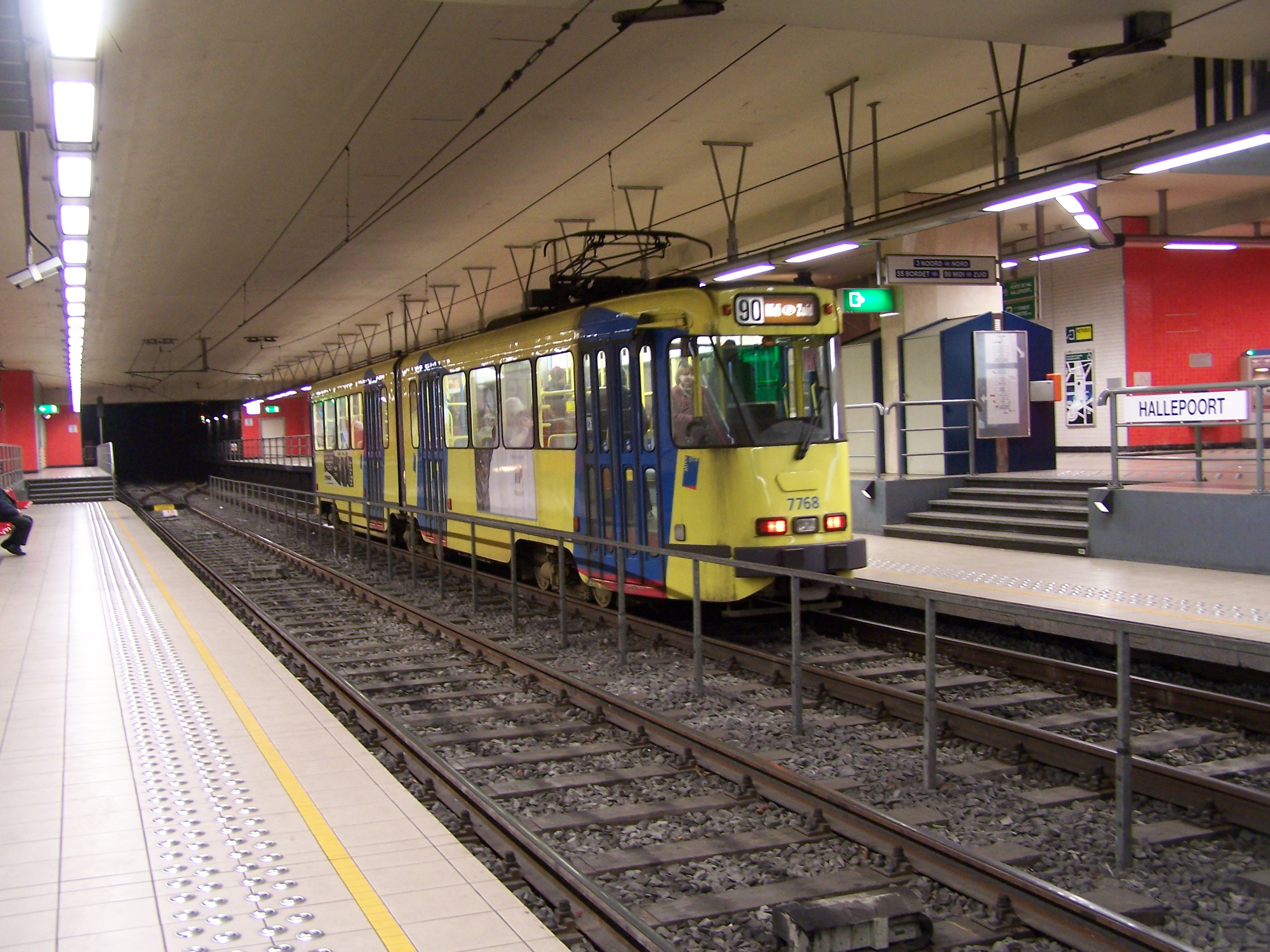
Tramvia en una estació de Brussel·les

- Parvis de Saint-Gilles / Sint-Gillis Voorplein
- Horta
- Albert

#### Eix premetro del cinturó major
Aquest és un tram subterrani de les línies 23, 24 i 25 del tramvia de Brussel·les.
Estacions:
- Diamant
- Georges Henri
- Montgomery
- Boileau